# قائمة البعثات الدبلوماسية في الإكوادور

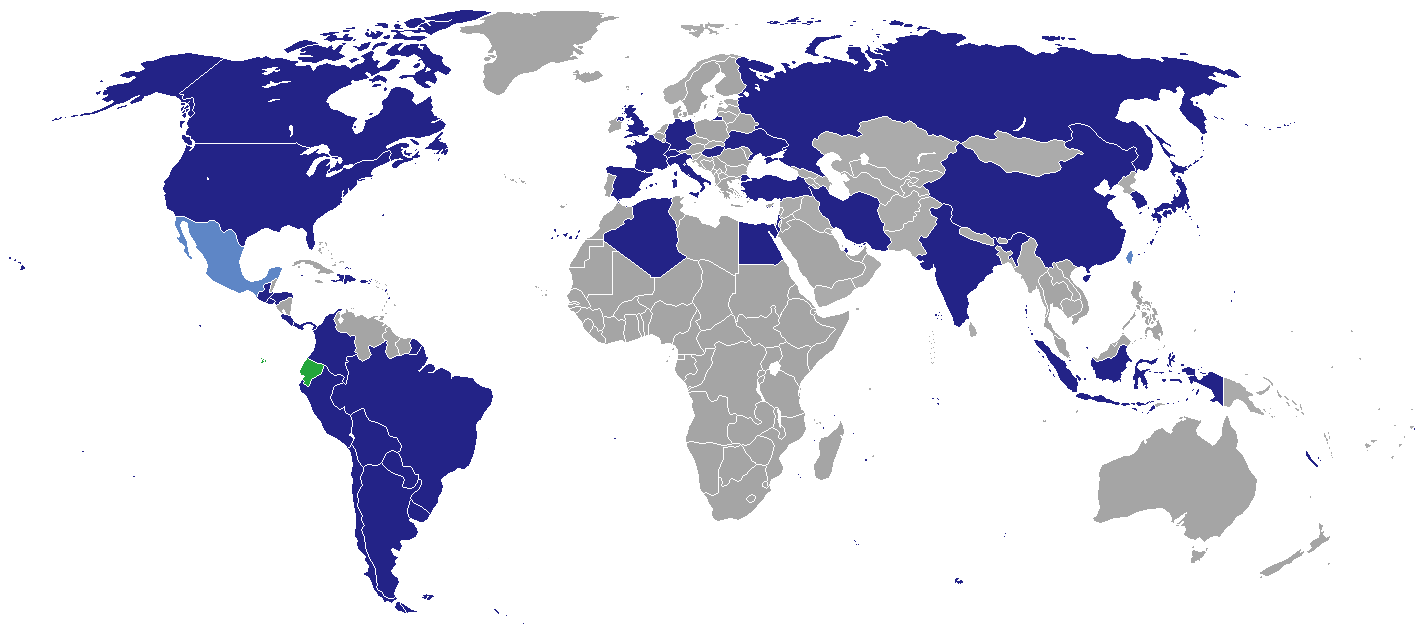
خريطة البعثات الدبلوماسية في الإكوادور

هذه قائمة البعثات الدبلوماسية في الإكوادور. في الوقت الحالي، تستضيف العاصمة كيتو 41 سفارة بينما يوجد لدى العديد من الدول الأخرى سفراء معتمدون من عواصم إقليمية أخرى. تحتفظ العديد من البلدان أيضًا بقنصليات أو قنصليات عامة في مدن إكوادورية أخرى. هذه القائمة تستثني القنصليات الفخرية.

## البعثات
- جمهورية الصين (تايوان) (المكتب التجاري في تايبيه)
- الاتحاد الأوروبي

## صالة عرض

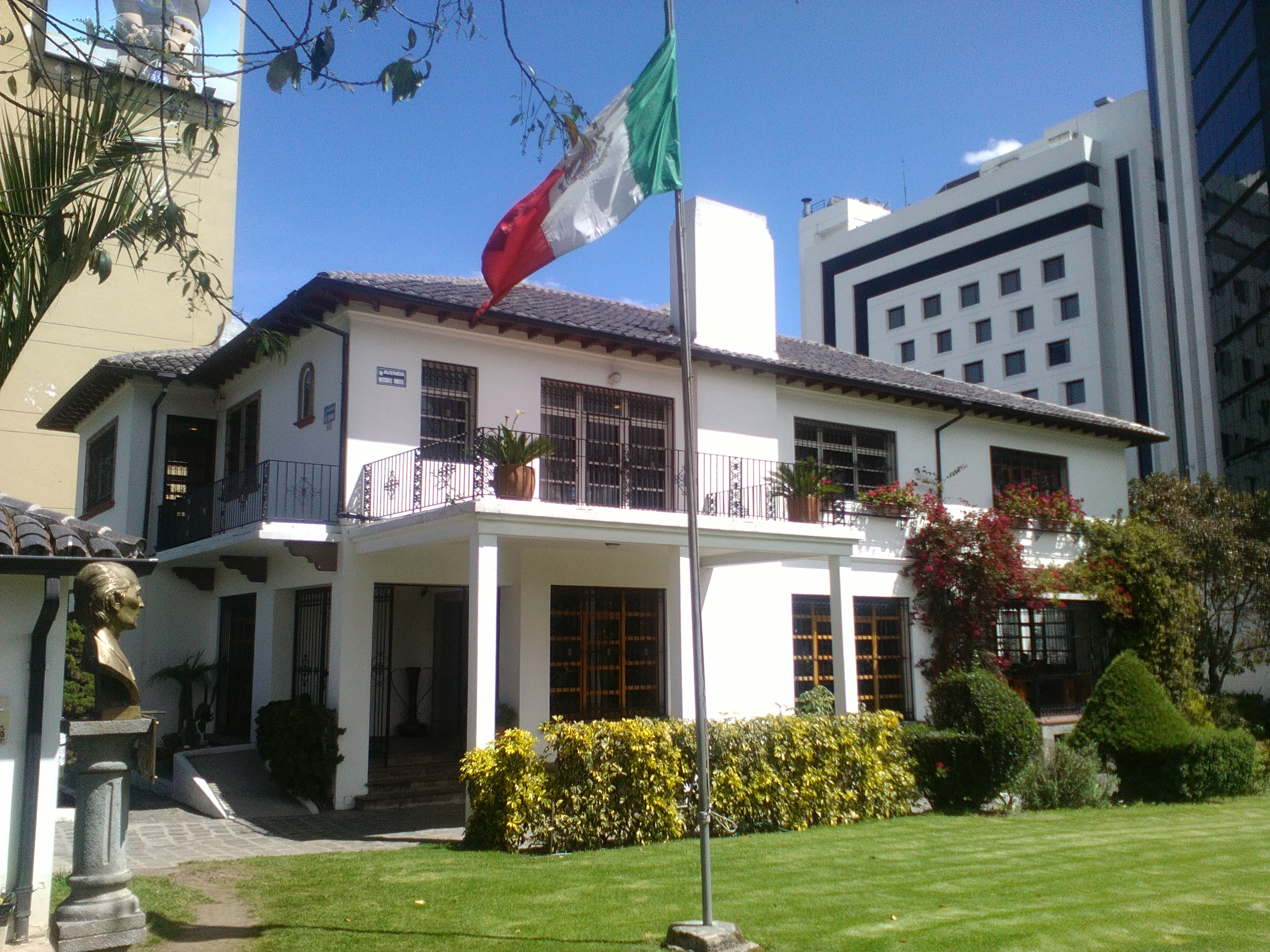
سفارة المكسيك
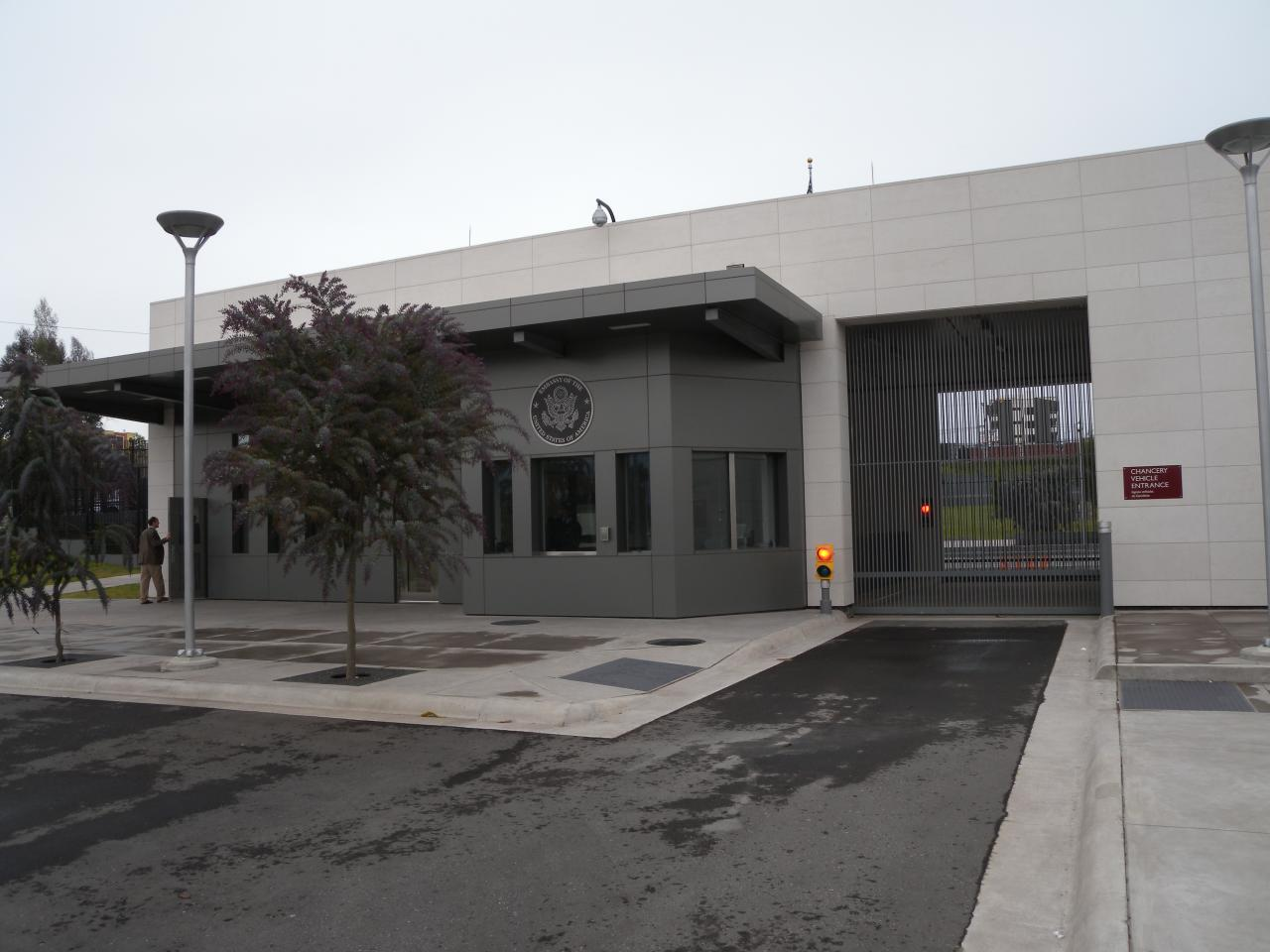
سفارة الولايات المتحدة

## القنصليات العامة / القنصليات
كوينكا
- بيرو

إسميرالداس
- كولومبيا (قنصلية)

غواياكيل
- الأرجنتين (قنصلية)
- تشيلي
- الصين
- كولومبيا (قنصلية)
- بنما
- بيرو
- إسبانيا
- الولايات المتحدة
- فنزويلا

ماتشالا
- بيرو

نويفا لوجا
- كولومبيا (قنصلية)
- بيرو

سانتو دومينغو دي لوس كولورادوس
- كولومبيا (قنصلية)

تولكان
- كولومبيا (قنصلية)

## البعثات السابقة
| المدينة المضيفة | بلد الإرسال | مستوى المهمة    | انتهى العام | Ref.        |
| --------------- | ----------- | --------------- | ----------- | ----------- |
| كيتو            | Belgium     | السفارة         | 2006        | [ 1 ]       |
| كيتو            | Netherlands | السفارة         | 2012        | [ 2 ] [ 3 ] |
| كيتو            | Nicaragua   | السفارة         | 2020        | [ 4 ]       |
| كيتو            | Romania     | السفارة         | 2000        |             |
| كيتو            | Sweden      | السفارة         | 1992        | [ 5 ]       |
| كوينكا          | Colombia    | قنصلية          | 2014        | [ 2 ]       |
| غواياكيل        | Mexico      | القنصلية العامة | 2009        | [ 6 ]       |
| ماكارا          | Peru        | قنصلية          | 2017        | [ 7 ]       |

## روابط خارجية
- قائمة الإكوادور الدبلوماسية